# Wester Aberchalder

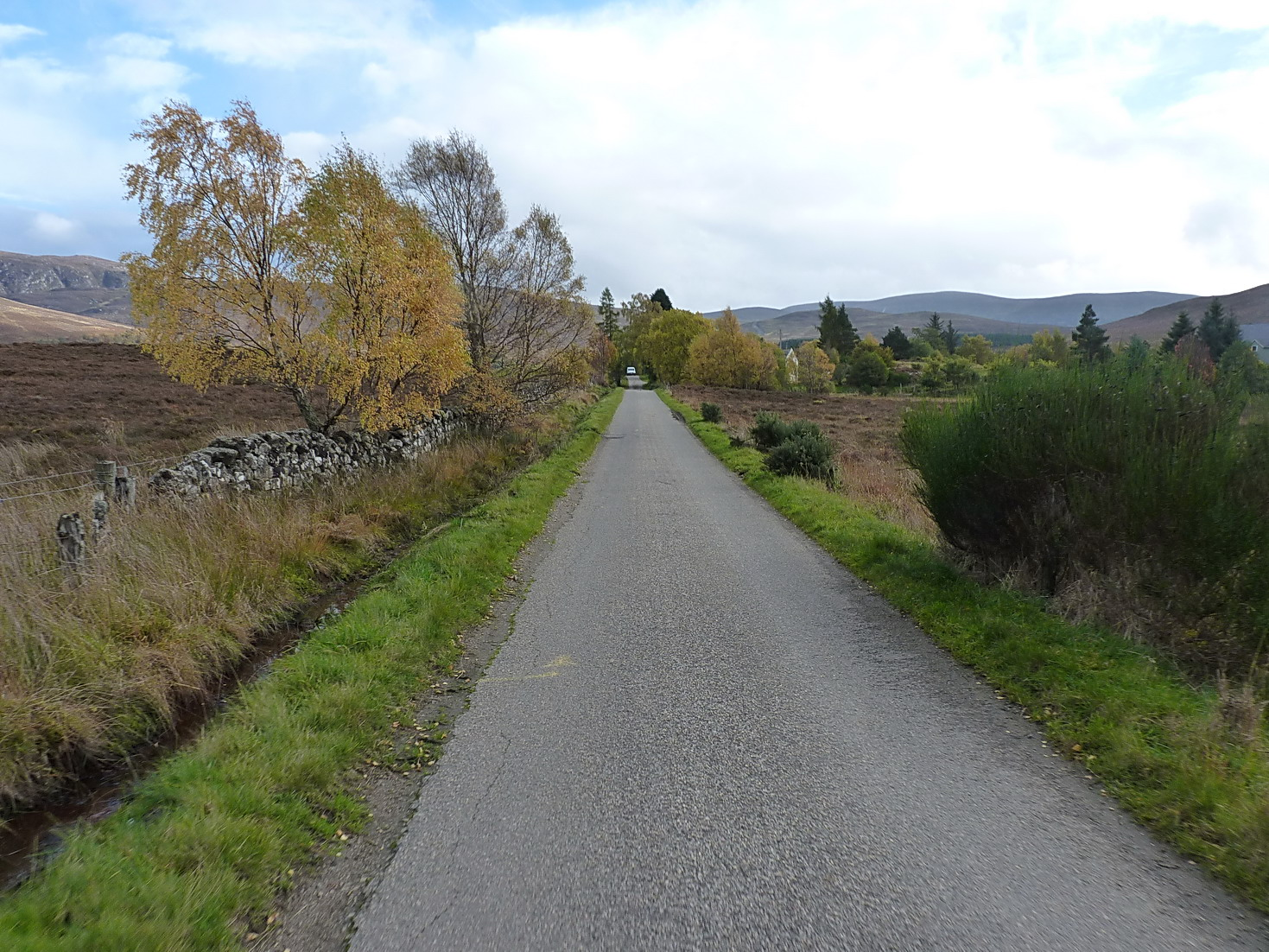
Straße nach Wester Aberchalder

Wester Aberchalder ist eine kleine Ortschaft, die südwestlich von Inverness in der Region Highland im Norden von Schottland liegt. Im Rahmen der historischen Gliederung Schottlands in Civil Parishes zählt Wester Aberchalder zu Daviot and Dunlichity, das zu Inverness-shire gehörte.
Wester Aberchalder liegt am Aberchalder Burn kurz vor dessen Mündung in den See Loch Mhor. Der Ort ist landwirtschaftlich geprägt und hat keine hervorgehobene Bedeutung. Erreichbar ist er über eine kleine Straße, die bei Gorthleck von der Inverness mit Fort Augustus verbindenden B 862 abzweigt. Das Sträßchen führt mit einer Brücke über den See und von Wester Aberchalder etwa anderthalb Kilometer weiter nach Osten bis nach Easter Aberchalder.